# Éragny (Val-d’Oise)
Éragny egy község Franciaországban. Lakosainak száma 18 723 fő (2022. január 1.).

## Földrajza
Éragny Saint-Ouen-l’Aumône, Conflans-Sainte-Honorine, Cergy, Herblay-sur-Seine, Neuville-sur-Oise és Pontoise községekkel határos.

## Testvértelepülések
- Munster
- Komló